# نادي الشرقية
نادي الشرقية أو نادي الشرقية الرياضي هو نادي رياضي مصري يقع بمحافظة الشرقية بمدينة الزقازيق، تأسس في 12 يناير 1961. يتمتع النادي بشعبية كبيرة جدًّا بسبب التعداد السكاني الكبير في تلك المحافظة.

## تاريخ
أول فريق للشرقية كان عام 1962 وكان يمثل نجوم فريق الشرقية صلاح ندا، سمير جزر، العربى البحطيطى، رأفت زكى، عطية السيد كابتن الفريق، شرف زكى، عبد الشكور، وجدى القصاص، عماد عيد، فوزى إبراهيم، مصطفى خيرستو، نواة نجوم فريق الشرقية عبر مواسم الستينيات والسبعينيات نصر البكستانى، السيد زاهر، فتحى شاهين، عبد الحميد لوفا، وآخرون.
استطاع نادي الشرقية المشاركة ست مرات في تاريخـه في الدوري الممتاز المصري، أول صعود لنادي الشرقية للدوري الممتاز كان عام 1973 بعد فوزه على أبناء السيد البدوى نادي طنطا 2-1، وشارك الشرقية في الموسم الرياضى 1973-74 وبعد مباراة الشرقية مع نادي الترسانة التي اقيمت على ستاد الزقازيق وشهدت تفوق الشرقية على شواكيش الترسانة بالفوز 2-1 احرزهم السيد رشاد والعربى البحطيطى أبناء مدينة ههيا للشرقية وحسن الشاذلي هدف نادي الترسانة الوحيد، وبعدها تم إلغاء الدورى بسبب قيام حرب اكتوبر المجيدة وأقامة دوري أكتوبر بدلاَ منه، وبعد فترة توقف عاد النشاط الرياضى للموسم الكروى 1974–75 وقدم أحفاد عرابى في هذا الموسم عروضا قوية.
في تاريخ نادي الشرقية هناك أسماء كبيرة كتبت سطور ذهبية ولكن يبقي الثنائي حسن شحاتة وأنور سلامة الأكثر قربا للملايين حتي الآن، حسن شحاتة هو الرمز الأول تدريبيا في تاريخ النادي والرجل الذي حشد خلفه لأول مرة في تاريخ النادي 100 ألف متفرج تواجدوا في ستاد القاهرة الدولي عام 1998 لدعمه مع لاعبيه في اللقاء الفاصل أمام نادي بني سويف بحثا عن حسم بطاقة التأهل للممتاز والعبور من دوري القسم الثاني، وهي المباراة التاريخية التي فاز فيها أبناء الشرقية بثلاثة أهداف مقابل هدف، وحصدوا تأشيرة التأهل الغالي وأسدل معه الستار عن موسم ذهبي قضاه حسن شحاتة برفقة الفريق وحقق الحلم الكبير.
أنور سلامة كان من تولي المسئولية في عالم الأضواء والشهرة ونجح في تحقيق موسم ذهبي مع الفريق 1998–99 قدم خلاله عروضا قوية أبرزها علي الإطلاق التعادل مع الأهلي في قمة جماهيرية حضرها 45 ألف متفرج، بخلاف حسم مقعد في منطقة الأمان لصالح الفريق والهروب من شبح الهبوط وكان الشرقية مع أنور سلامة أكثر فريقا بعد الأهلي ونادي الزمالك حضورا للجماهير في مبارياته وتفوق علي فرق الدوري كاملة من حيث حضور الجماهير في تلك الفترة.
أخر مرة تواجد فيها نادي الشرقية بالدوري الممتاز المصري كانت موسم 1999–00 واستطاع فيها التعادل مع الأهلي 0-0 وهزم نادي الزمالك 1-0 بستاد الزقازيق قبل أن يصعد للمشاركة في موسم 2016–17 ، وذلك بعد فوزه علي نظيره نادي الترسانة بركلات الترجيح في دورة الترقي للصعود للممتاز علي ارض ملعب جامعة الزقازيق وسط حشد جماهيري كبير كان يعتلي اسطح المنازل.

## الشعار
ألوان النادي مستوحاه عن ألوان محافظة الشرقية واللون الأخضر كدليل على كثرة الأراضى الخضراء في المحافظة، كان أول شعار لنادي الشرقية في عام 1974، وفي عام 2005 تم تحديث الشعار، وقد تعدل الشعار مرة أخرى في 2015 حيث أخذ الحصان كذلك عصا الهوكي تلك اللعبة التي اشتهرت بها المحافظة.

## تشكيلة الفريق
ملاحظة: تشير الأعلام إلى المنتخب الوطني على النحو المحدد في قواعد الأهلية للفيفا. قد يحمل اللاعبون أكثر من جنسية واحدة غير تابعة للفيفا.
| الرقم | البلد        | المركز | اللاعب               |
| ----- | ------------ | ------ | -------------------- |
| 1     | مصر          | حارس   | محمود شكري           |
| 13    | مصر          | مدافع  | شريف علاء            |
| 18    | مصر          | مدافع  | معتصم سالم (captain) |
| 26    | بوركينا فاسو | مدافع  | فاروقا كابورا        |
| 4     | مصر          | مدافع  | أحمد صالح            |
| 5     | مصر          | وسط    | سامح شوشة            |
| 3     | مصر          | مدافع  | محمد سمير            |
| 9     | مصر          | مهاجم  | محمد شعراوي          |
| 10    | مصر          | وسط    | حسام حسن             |
| 11    | مصر          | وسط    | مصطفى عفروتو         |
| 17    | مصر          | مهاجم  | محمد عبد الحميد ميدو |
| 24    | مصر          | وسط    | محمود رامبو          |
| 16    | مصر          | وسط    | علي دياب             |

| الرقم | البلد      | المركز | اللاعب                   |
| ----- | ---------- | ------ | ------------------------ |
| 14    | مصر        | وسط    | سمير فوزي (vice-captain) |
| 20    | مصر        | وسط    | أيمن سعيد                |
| 27    | مصر        | وسط    | عبد السلام نجاح          |
| 21    | مصر        | وسط    | عصام عادل                |
| 6     | مصر        | وسط    | عبد الرحمن حسان          |
| 32    | مصر        | مدافع  | محمود غزالي              |
| 25    | مصر        | حارس   | عمرو رضوان               |
| 15    | ساحل العاج | وسط    | Yaya Traoré              |
| 7     | مصر        | مدافع  | حازم شعيب                |
| 8     | مصر        | وسط    | محمود شيكا               |
| 19    | مصر        | مهاجم  | علي عفيفي                |

## الألوان والشعارات
| الطقم الأساسي والاحتياطي للفريق | الطقم الأساسي والاحتياطي للفريق | الطقم الأساسي والاحتياطي للفريق | الطقم الأساسي والاحتياطي للفريق | الطقم الأساسي والاحتياطي للفريق | الطقم الأساسي والاحتياطي للفريق |
| ------------------------------- | ------------------------------- | ------------------------------- | ------------------------------- | ------------------------------- | ------------------------------- |
| 2016–2017 · Away                | 2016–2017 · Home                | 2010–2014 · Away                | 1998–2001 · Away                | 2010–2014 · Home                | 1998–2001 · Home                |

منذ 1961 إلى 1974

## سجل المشاركات
الدوري المصري الممتاز
- المشاركة 6 مرات: 1973–74 · 1974–75  ·  1975–76 ·  1998–99  ·  1999–00 · 2016–17[8][9]

## المنشئات والمرافق الرياضية
- ستاد الزقازيق وهو الملعب الرئيسي لنادي الشرقية، يتسع ل 20,000 متفرج، يقع في الزقازيق، محافظة الشرقية.
- ستاد جامعة الزقازيق وهو ملعب آخر لنادي الشرقية، يتسع ل 40,000 متفرج، يقع في الزقازيق، محافظة الشرقية

## الأنشطة الرياضية الأخرى

### هوكي الشرقية
يعتبر نادي الشرقية سيد أندية افريقيا في رياضة الهوكي، وبدأ الشرقية مشواره الأفريقى في عام 1988 بإحرازه أول بطولة أفريقية للأندية والتي استضافتها مصر في اتحاد الشرطة الرياضي وتوالت الإنجازات الأفريقية بفوز الفريق في البطولات المتتالية عام بعد عام.

### ألقابه في رياضة الهوكي
حصل النادي على 23 بطولة أفريقية من إجمالي 27 بطولة أفريقية إضافة إلى فوز الفريق ب24 بطولة في الدوري المحلي و8 كاس مصر. حصل النادي على وسام الجمهورية من الطبقة الأولى مرتين وتخطى بطولات النادي الأهلي وأصبح نادي القرن في اللعبة، ويشارك في دعم المنتخب المصري بـ7 لاعبين أساسيين من الفريق منهم أحمد محسن، أشرف سعيد، حسام جبران، محمد إدريس، محمد يمني. أولى بطولات الفريق خلال مشواره كانت في عام 1988 حين أحرز أول بطولة أفريقية للأندية والتي استضافتها مصر ونظمها اتحاد الشرطة الرياضي، وهناك ما يزيد على 30 لاعبًا احترفوا في الخارج في أندية عالمية مثل برشلونة وأهمهم الأسطورة الراحل جمال فوزي والذي لعب 348 مباراة ما بين محلية ودولية وسجل 180 هدفا والذي احترف عام 1994 بنادي برشلونة الإسباني، وهناك لاعبون احترفوا ولم يتأقلموا وعادوا مرة أخرى للفريق.

## معرض صور

فريق الشرقية في الممتاز عام 1973
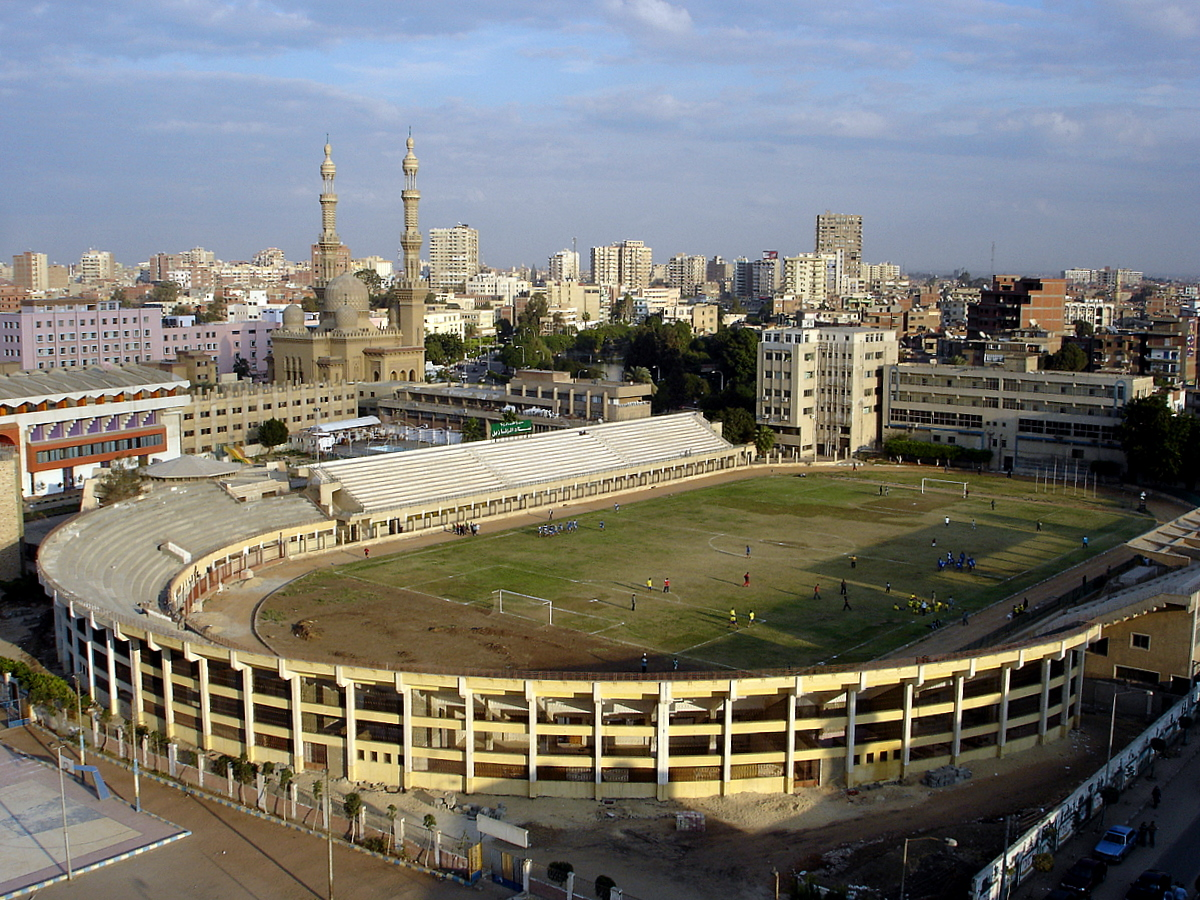
ستاد الزقازيق
ملعب جامعة الزقازيق
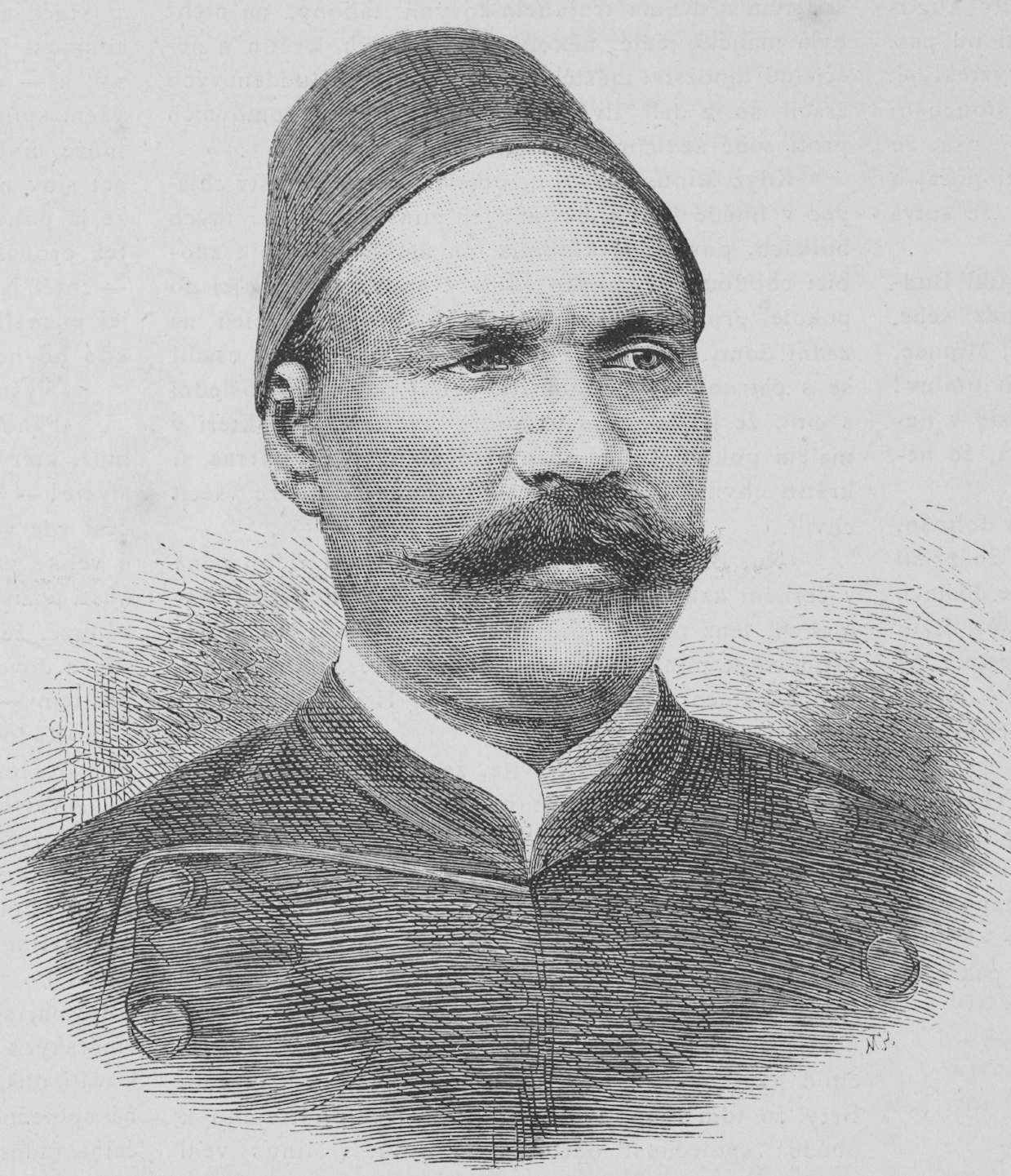
أحمد عرابي عام 1882